# La bellezza delle cose fragili
La bellezza delle cose fragili (titolo originale Ghana must go) è un romanzo, opera prima di Taiye Selasi. 
Narra le vicende della famiglia Sai, le cui origini affondano nell'Africa occidentale (Ghana marito, Nigeria moglie) ma che si costituisce e vive negli USA. È suddiviso in tre sezioni in cui vengono riportati 1- nascita e sviluppo della famiglia fino alla fuga da essa dell'uomo; 2- che causa la divisione degli stessi componenti anche per l'indipendenza delle singole vite private; 3- e da ultimo il loro ricongiungimento in occasione del funerale imminente. 
Nel corso della storia l'autrice da conto, a più riprese, delle varie esperienze e drammi personali in cui incorrono, nessuno escluso, i vari famigliari superstiti e non, e di come ognuno a suo modo si trovi a dover fare i conti con le proprie origini, sia familiari che etnico-culturali; ma anche a ritrovare un po' di se stessi nella dimensione famigliare. 